# Romaric Yapi
Romaric Yapi (Évry, 13 luglio 2000) è un calciatore francese, difensore del DAC Dunajská Streda.

## Carriera
Cresciuto nel settore giovanile del Paris Saint-Germain, nel 2019 viene acquistato dal Brighton che lo aggrega alla formazione Under-23. Fa il suo esordio fra i professionisti il 25 settembre in occasione dell'incontro di Carabao Cup perso 3-1 contro l'Aston Villa.
L'11 luglio 2021 viene ceduto a titolo definitivo al Vitesse.

## Statistiche
Statistiche aggiornate al 30 ottobre 2021.

### Presenze e reti nei club
| Stagione        | Squadra               | Campionato      | Campionato | Campionato | Coppe nazionali | Coppe nazionali | Coppe nazionali | Coppe continentali | Coppe continentali | Coppe continentali | Altre coppe | Altre coppe | Altre coppe | Totale | Totale | Totale |
| Stagione        | Squadra               | Comp            | Pres       | Reti       | Comp            | Pres            | Reti            | Comp               | Pres               | Reti               | Comp        | Pres        | Reti        | Pres   | Reti   |        |
| --------------- | --------------------- | --------------- | ---------- | ---------- | --------------- | --------------- | --------------- | ------------------ | ------------------ | ------------------ | ----------- | ----------- | ----------- | ------ | ------ | ------ |
| 2017-2018       | Paris Saint-Germain 2 | N2              | 2          | 0          |                 | -               | -               |                    | -                  | -                  |             | -           | -           | 2      | 0      |        |
| 2018-2019       | Paris Saint-Germain 2 | N2              | 1          | 0          |                 | -               | -               |                    | -                  | -                  |             | -           | -           | 1      | 0      |        |
| 2019-2020       | Brighton              | PL              | 0          | 0          | FACup+CdL       | 0+1             | 0               |                    | -                  | -                  |             | -           | -           | 1      | 0      |        |
| 2020-2021       | Brighton              | PL              | 0          | 0          | FACup+CdL       | 0               | 0               |                    | -                  | -                  |             | -           | -           | 0      | 0      |        |
| 2021-2022       | Vitesse               | ED              | 4          | 0          | CO              | 0               | 0               | UECL               | 1                  | 0                  |             | -           | -           | 5      | 0      |        |
| Totale carriera | Totale carriera       | Totale carriera | 7          | 0          |                 | 0               | 0               |                    | 1                  | 0                  |             | -           | -           | 8      | 0      |        |